# Pseudocalotes dringi
Espèce
Statut de conservation UICN

 LC  : Préoccupation mineure
Pseudocalotes dringi est une espèce de sauriens de la famille des Agamidae.

## Répartition
Cette espèce est endémique du Perak en Malaisie péninsulaire. Elle se rencontre sur le Gunung Tahan au Pahang et le Gunung Lawit au Terengganu.

## Étymologie
Cette espèce est nommée en l'honneur de Julian Christopher Mark Dring.

## Publication originale
- Hallermann & Böhme, 2000 : A review of the genus Pseudocalotes (Squamata: Agamidae), with description of a new species from West Malaysia. Amphibia-Reptilia, vol. 21, no 2, p. 193-210.